# Acacia acantholoba
Acacia acantholoba é uma espécie de leguminosa do gênero Acacia, pertencente à família Fabaceae.